# 峯岡牧
峯岡牧（みねおかまき）は江戸幕府によって安房国に置かれた牧。長狭郡・朝夷郡・平郡の3つの郡にまたがり、嶺岡山地一帯に周囲17里、反別1760町余りに及んだ。現在の千葉県鴨川市・南房総市の一部にあたる。

## 概要
嶺岡山地は古くから馬の放牧が行われていた。峯岡牧も元は戦国時代に里見氏が行っていたとされ、館山藩の改易後に幕府がこれを引き継いで峯岡厩を設置して馬の育成にあたった。里見氏の家臣で御馬屋別当の職にあったとみられる石井重家が江戸幕府に馬方として召し出されて蔵米200俵を与えられており（『寛政重修諸家譜』）、峯岡厩の管理にあたったとみられている。また、石井氏の一族も現地で牧士の任に就いていた。
だが、徳川綱吉の時代に生類憐れみの令の影響で鷹狩などでの馬の使用が減少し、小金牧・佐倉牧と比較して江戸から離れていた峯岡牧は衰退していき、元禄16年（1703年）の元禄大地震の被害によって壊滅的打撃を受けた。だが、大地震直前の元禄10年（1697年）に峯岡牧で捕馬が久しぶりに実施されたのを機に牧を再興する動きが起こった。やがて、享保6年（1721年）に至って幕府は峯岡牧再興の意向を示して、小金牧の厩預（後の野馬奉行）である綿貫夏右衛門が視察を行って現況を報告し、翌年に馬乗斎藤義盛と小普請久保田武兵衛が現地に派遣されて、牧士の任命など具体的な措置を行った。義盛の養子・斎藤盛安（三右衛門）は峯岡牧の責任者を引き継いで、厩預の地位に就いた。享保12年（1727年）、峯岡牧は西一牧（にしいちまき）、西二牧（にしにまき）、東上牧（ひがしかみまき）、東下（ひがししもまき）、柱木牧（はしらぎまき）の5つに区分され、以後「峯岡五牧」と称された。ただし、享保元年（1716年）に現地に出された触書には、「峯岡山柱木山牧場」と書かれたものがあるなど、柱木牧/柱木山・峯岡（嶺岡）牧/峯岡（嶺岡）山の併称はそれ以前から見られるため、柱木牧の成立は享保12年以前に遡って峯岡・柱木の2牧体制であった可能性が高い。
ところが、寛政5年（1793年）、小金牧・佐倉牧・峯岡牧の支配は突如、小納戸頭取の支配下に移されることになり、斎藤氏は更迭される。当時の小納戸頭取岩本正倫（石見守）は将軍生母お富の方の異母弟であり、甥である将軍徳川家斉の信任が厚かったことが関係していると言われている。なお、岩本は峯岡牧の牛から採った牛乳を原料に白牛酪（牛乳に砂糖を加えてバター状にした乳製品、薬としても用いられた）を販売していたという。
明治維新後は、新政府の嶺岡牧場として引き継がれることになる。
嶺岡地域は1963年、「日本酪農発祥地」として千葉県から史跡に指定された。現代でも酪農が営まれており、牛乳をユズ搾り汁と加熱で固めた「チッコ豆腐」「チッコカタメターノ」（チッコは牛乳を意味する方言）という郷土食がある　

## 峯岡五牧
『嶺岡五牧鏡』などによれば、江戸時代に峯岡牧（嶺岡牧）を構成していた五牧には以下の村が存在していた。なお、前述の通り、柱木牧は早い段階で峯岡牧から分立して二牧体制となっていた可能性がある。また、1つの村内でも一部が他の牧に属していた例もある。
- 西一牧
  - 平郡山田村・中村・荒川村・吉井村（現・南房総市）
  - 長狭郡金束村（現・鴨川市）
- 西二牧
  - 長狭郡北風原村・平塚村・細野村・大川面村・吉保仲村・宮山村・古畑村・奈良林村・佐野村・釜沼村・大幡村・寺門村・横尾村・松尾寺村（現・鴨川市）
- 東上牧
  - 長狭郡南小町村・上小原村・下小原村・川代村・上野村・東野尻村・西野尻村・成川村・北小町村・押切村・坂東村・大田学村・池田村・京田村・竹平村・下打墨村・大里村・八色村・花房村（現・鴨川市）
- 東下牧
  - 長狭郡貝渚村・波太村・宮野下村・二子村・中居村・上打墨村・中打墨村・滑谷村・和泉村・横渚村・代野村・西山村・星ヶ畑村（現・鴨川市）
- 柱木牧
  - 朝夷郡五十蔵村・磑森村・布野村・黒岩村・上三原村・西小戸村・珠師ヶ谷村・石堂村・石堂原村・川谷村・宮下村・御子神村・大井村（現・南房総市）